# The Belle of Brittany

The Belle of Brittany est une comédie musicale édouardienne en deux actes qui se déroule en Bretagne au XVIIIe siècle, au temps des jonquilles. La première représentation est donnée au Queen's Theatre à Londres le 24 octobre 1908.
La musique est de Howard Talbot (en) et Marie Horne, d'après un livret de Leedham Bantock et P. J. Barrow, sur des paroles de Percy Greenbank,.
Après ses débuts à Londres, la comédie musicale est présentée à New-York à partir de novembre 1909. Les représentations à Broadway au Daly's Theatre dure de novembre 1909 à janvier 1910. Les premiers rôles sont tenus par Josephine Brandell et Margaret Dumont.

## Synopsis
Babette est la fille unique de Poquelin, meunier prospère, qui détient une garantie hypothécaire sur le château et le domaine du vieux marquis de Saint-Gautier. Babette, selon la coutume de son village, a été fiancée par ses parents à Baptiste, un célèbre chef parisien, qui doit se présenter incessamment pour faire sa demande en mariage.
Face au moulin se trouve un bel arbre ancien connu comme « l'arbre des amoureux », auquel est attachée une curieuse légende. Si un homme et une femme se rencontrent sous ses branches et échangent des vœux d'amour au moment où sonnent les cloches du couvent voisin, alors le mariage sera heureux. Si Baptiste était arrivé un peu plus tôt, il aurait pu saisir cette chance, mais en l'occurrence, c'est le jeune Raymond de Saint-Gautier, fils du marquis, qui est l'heureux élu, et lui et Babette tombent amoureux au premier regard.
Le vieux marquis, cependant, a des vues différentes sur les affaires matrimoniales de son fils. Pour soulager le domaine des lourdes dettes, Raymond doit conclure un riche mariage, aussi le marquis s'efforce d'arranger un mariage entre Raymond et sa riche pupille, Denise de la Vire. Pour sa part, Denise a une histoire d'amour avec le comte Victoire de Casserole, et elle est déterminée à ce que sa fortune revienne à celui qu'elle a choisi. Mais l'espoir renait pour le Marquis, lorsque le vieux meunier promet les actes d'hypothèque comme dot de Babette. Le marquis retire ses objections, et les cloches de Bretagne saluent la « belle jonquille ».

## Distribution originale
- Baptiste Boubillon (le chef) - Walter Passmore
- Raymond de St.Gautier (le fils du marquis) - Lawrence Rea
- Comte Victoire de Casserole (un dandy) - Davy Burnaby
- Poquelin (le meunier) - M.R. Morand
- Old Jacques (un joueur de clarinette) - E. W. Royce, Senr.
- Pierre (conducteur de chaise de poste) - Frank Melville
- Le marquis de Saint-Gautier - George Graves
- Toinette (femme de chambre du marquis) - Maudi Darrell
- Denise de la Vire (pupille du marquis) - Lily Iris
- Madame Poquelin - Maud Boyd
- Babette - (la fille de Poquelin) - Ruth Vincent

Artistes :
- Bertrand - Vere Mathews
- Eugène - John Montague
- Phillippe - Harry Leslie
- Vivien - Hamlyn Hamling

Postillons du marquis :
- Lucille - Blanche Stocker
- Maquette - Cora Carey

Cueilleurs de jonquilles :
- Adele - Alice Hatton
- Mirette - Blanche Carlow
- Christine - Minnie Baker
- Rosalie - Gladys Saqui

## Production de Broadway (1909–1910)
Après ses débuts à Londres (147 représentations), The Belle of Brittany est produite pour la première fois à New-York, au Daly's Theatre le 11 novembre 1909 et donne lieu à 72 représentations. C'est l'une des premières apparitions sur scène de l'actrice Margaret Dumont (sous le nom de Daisy Dumont) dans le rôle de Denise de la Vire. Parmi les autres membres notables de la distribution, figurent aussi Josephine Brandell dans le rôle de Maline et Frank Daniels dans le rôle du marquis de Saint-Gautier.
Un critique du New York Times écrit à propos de la représentation : « L'une des comédies musicales les plus agréables qui ait été donnée à Broadway depuis un bon moment, est The Belle of Brittany, dans laquelle Frank Daniels s'est distingué hier soir au Daly's. C'est très drôle, mais toujours délicat, et la musique, sans être prétentieuse, est bien au-dessus de celle à laquelle les New-yorkais se sont lamentablement résignés pour des spectacles de ce genre ».
Selon Thomas S. Hischak, The Belle of Brittany se situe à un moment charnière entre l'opéra-comique un peu dépassé, et la comédie musicale qui apparait au début du XXe.